# Wapen van Loenersloot

Wapen van Loenersloot

Het wapen van Loenersloot werd op 12 maart 1941 verleend door de Secretaris-Generaal van Algemene Zaken aan de Utrechtse gemeente Loenersloot. Op 1 april 1964 ging Loenersloot op in de gemeente Loenen, nu onderdeel van gemeente Stichtse Vecht. Het wapen van Loenersloot is daardoor definitief komen te vervallen als gemeentewapen.

## Blazoenering
De blazoenering van het wapen luidde als volgt:
In goud een St.Andrieskruis van keel. Het schild gedekt met een gouden kroon van 3 bladeren en 2 paarlen.
De heraldische kleuren zijn goud (goud of geel) en keel (rood). Het schild is gedekt met een gravenkroon. 

## Verklaring

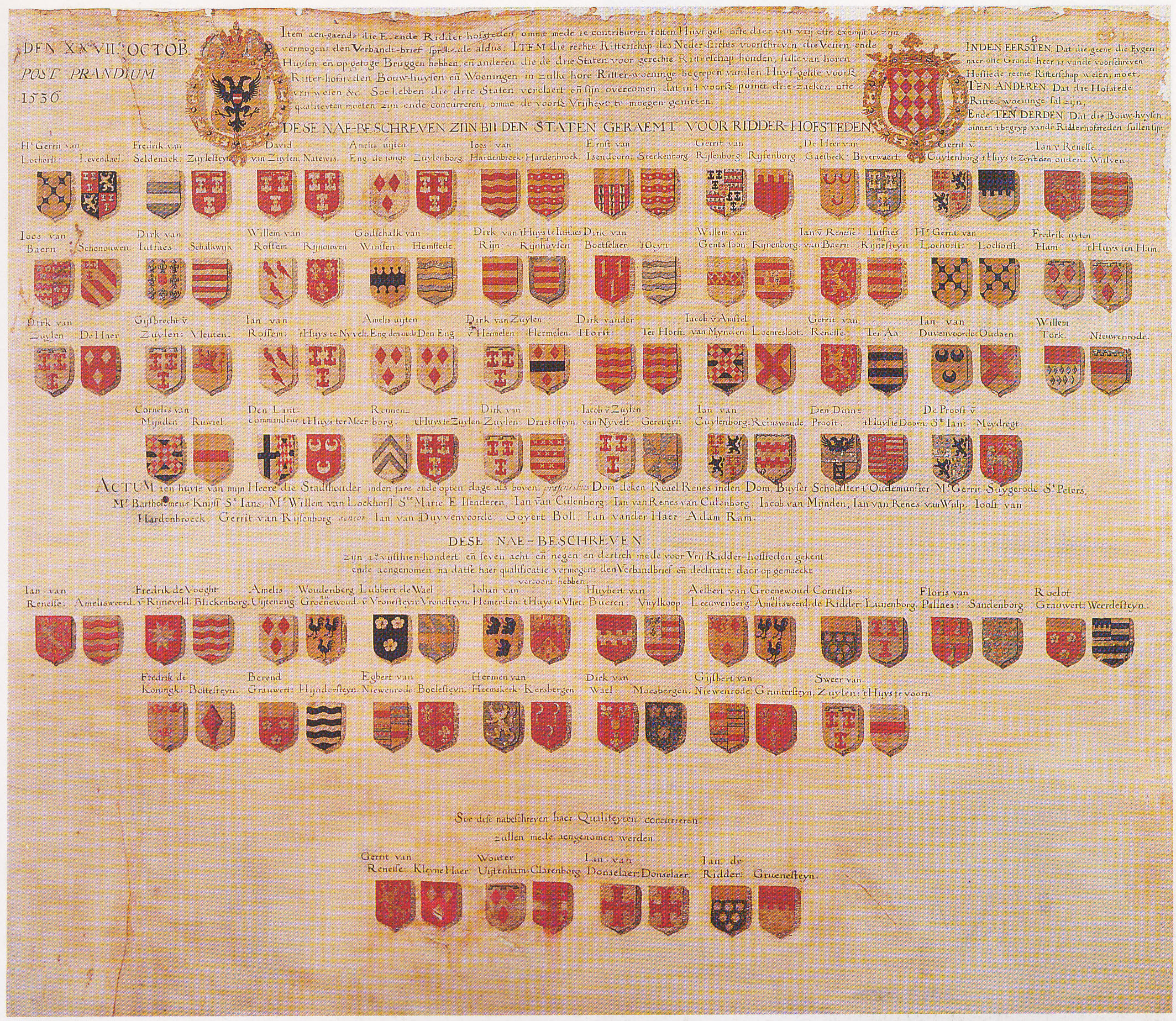
Wapenkaart die hing in het huis van de Ridderschap van Utrecht uit vermoedelijk circa 1675 met de wapens van edelen en de wapens van hun ridderhofsteden

Het wapen werd gevoerd door de heerlijkheid Loenersloot en door de gemeente onofficieel gevoerd tot haar bevestiging in 1941. Het wapen is overgenomen van het wapen van Dirk Splinter, heer van Loenersloot vanaf 1258. Een variant wordt gevoerd door ridderhofstad Oudaan.

## Verwante wapens

Wapen van Oudaan

Abcoude
· Abcoude-Baambrugge
· Abcoude-Proostdij
· Achttienhoven
· Amerongen
· Benschop
· Breukelen
· Breukelen-Nijenrode
· Breukelen-Sint Pieters
· Bunnik
· Cothen
· Darthuizen
· De Vuursche
· Doorn
· Driebergen
· Driebergen-Rijsenburg
· Everdingen
· Haarzuilens
· Hagestein
· Harmelen
· Hoenkoop
· Hoogland
· Houten
· Indijk
· Jaarsveld
· Jutphaas
· Kamerik
· Kockengen
· Langbroek
· Leersum
· Linschoten
· Loenen
· Loenersloot
· Loosdrecht
· Maarn
· Maarssen
· Maarsseveen
· Maartensdijk
· Mijdrecht
· Nigtevecht
· Noord-Polsbroek
· Odijk
· Oudenrijn
· Polsbroek
· Rijsenburg
· Ruwiel
· Schalkwijk
· Snelrewaard
· Sterkenburg
· Stoutenburg
· Tienhoven
· Vianen 
· Vinkeveen
· Vinkeveen en Waverveen
· Vleuten
· Vleuten-De Meern
· Vreeland
· Vreeswijk
· Waarder
· Waverveen
· Werkhoven
· Westbroek
· Willeskop
· Willige Langerak
· Wilnis
· Zegveld
· Zuilen
· Zuid-Polsbroek